# محمد عبد العاطي (مهندس)
محمد عبد العاطي (27 ديسمبر 1963 - ) مهندس مصري، شغل منصب وزير الري والموارد المائية سابقا.

## السيرة الشخصية
حصلَ على بكالوريوسِ الهندسةِ مِنْ جامعةِ القاهرةِ عامِ 86 والدكتوراةِ مِنْ جامعةِ عينِ شمسِ، وهوَ وزيرُ الريِّ المصريُّ السابق. عَمِلَ رئيساً لقطاعِ المشروعاتِ فيِ البنكِ الأهليِّ وَمكثَ لوقتٍ في إثيوبيا وشاركَ في لجنةِ دراسةٍ لمشروعِ سد النهضة.